# Нежность (рассказ)
«Нежность» — рассказ Юлиана Семёнова из цикла о разведчике Максиме Исаеве, будущем Штирлице. Написан в 1975 году.

## Сюжет
1927 год. Максим Исаев уже несколько лет находится в Шанхае с заданием по разложению белоэмигрантского движения изнутри. От связника он узнает о разрешении вернуться в Москву, где надеется найти свою жену — Сашеньку Гаврилину, с которой он не виделся уже пять лет. От мучительного ожидания встречи на Исаева нападает бессонница, а в короткие моменты забытья ему снится грядущая встреча с Сашенькой. Но за неделю до отъезда он узнает, что планы Центра изменились, и он должен отправиться в Гонконг для внедрения в ряды национал-социалистов под именем Макса Отто Штирлица.

## Факты
В финале рассказа сообщается, что Исаев вернется домой в июне 1946 года. Однако в более позднем романе «Отчаяние» рассказывается, что в СССР он попадает лишь в 1947 году. Поэтому в новой редакции рассказа даты были изменены.

## Экранизации
Сюжет рассказа экранизирован в последних минутах сериала «Исаев» (2009).